# Inabanga
Inabanga ist eine philippinische Stadtgemeinde in der Provinz Bohol. Sie hat 45.880 Einwohner (Zensus 1. August 2015).

## Baranggays
Inabanga ist politisch in 50 Baranggays unterteilt.
- Anonang
- Bahan
- Badiang
- Baguhan
- Banahao
- Baogo
- Bugang
- Cagawasan
- Cagayan
- Cambitoon
- Canlinte
- Cawayan
- Cogon
- Cuaming
- Dagnawan
- Dagohoy
- Dait Sur
- Datag
- Fatima
- Hambongan
- Ilaud (Pob.)
- Ilaya
- Ilihan
- Lapacan Norte
- Lapacan Sur
- Lawis
- Liloan Norte
- Liloan Sur
- Lomboy
- Lonoy Cainsican
- Lonoy Roma
- Lutao
- Luyo
- Mabuhay
- Maria Rosario
- Nabuad
- Napo
- Ondol
- Poblacion
- Riverside
- Saa
- San Isidro
- San Jose
- Santo Niño
- Santo Rosario
- Sua
- Tambook
- Tungod
- U-og
- Ubujan

|  |  |

## Söhne und Töchter der Stadtgemeinde
- Zacharias Cenita Jimenez (1947–2018), Geistlicher, römisch-katholischer Bischof von Pagadian und Weihbischof in Butuan